# Protestantyzm w Bangladeszu
Protestantyzm w Bangladeszu – społeczność wyznawców kościołów protestanckich w Bangladeszu. Według badań z 2010 roku Pew Research Center obejmuje 170 tysięcy osób (0,1% populacji). Według badań Operation World 347 tysięcy (0,2%) to protestanci, wliczając do tego niezależne kościoły, razem 792 tysiące (0,5%) powiązana jest z tym nurtem chrześcijaństwa. Podobnie jak w innych krajach protestantyzm w Bangladeszu reprezentowany jest przez różne wyznania. Są to głównie: baptyści, ruch uświęceniowy, adwentyści, ruch zielonoświątkowy i metodyści.

## Historia
Pierwsi przybywają misjonarze baptystów i do dzisiaj są największą grupą protestancką w Bangladeszu. William Carey rozpoczął pracę misyjną w 1793 roku, w Kalkucie (Indie) w ciągu dwóch lat zapoczątkował pracę misyjną w Dinadźpur. W 1816 roku przybył do Dakki, gdzie było wiele nawróceń. Wzrost nadal występuje wśród plemion Ćottogram.
W 1970 roku anglikanie i angielscy prezbiterianie zjednoczyli się tworząc Kościół Pakistanu. Po wojnie domowej stosunki z innymi kościołami pakistańskimi stały się trudne, więc stworzyli Kościół Bangladeszu który autonomicznie działa do dzisiaj. Walijscy prezbiterianie założyli Kościół Sylhet. Bangladeski Kościół Ewangelicko-Luterański powstał z Misji Santal Północnych Kościołów, które zapoczątkowane zostały w 1867 roku i nadal są wspierane przez norweskie, duńskie i amerykańskie towarzystwa luterańskie. Obecnie większość członków kościoła znajduje się w Indiach.
Kościoły protestanckie sponsorują programy medyczne i edukacyjne dla wielu potrzebujących po wojnie domowej i katastrofach naturalnych.

## Statystyki
Statystyki na 2010 rok, według Operation World kiedy ludność Bangladeszu wynosiła 164,4 mln:
| Kościoły                                               | Liczba wiernych | Procent ludności |
| Niezależny kościół „Talitha Koumi”                     | 71 200          | 0,04%            |
| Kościół Nazarejczyka                                   | 45 000          | 0,03%            |
| Bangladescy Baptyści Sangha                            | 39 000          | 0,02%            |
| Kościół Adwentystów Dnia Siódmego                      | 38 880          | 0,02%            |
| Wolne Kościoły Chrześcijańskie                         | 38 500          | 0,02%            |
| Stowarzyszenie „Wszyscy w Jednym Chrystusie”           | 33 500          | 0,02%            |
| Stowarzyszenie Chrześcijańskie Bangladeskich Baptystów | 32 100          | 0,02%            |
| Unia Baptystyczna Garo                                 | 26 600          | 0,02%            |
| Kościół Metodystyczny                                  | 24 605          | 0,01%            |
| Zbory Boże                                             | 22 000          | 0,01%            |
| Kościół Nowego Przymierza                              | 19 100          | 0,01%            |
| Kościół Bangladeszu                                    | 17 400          | 0,01%            |
| Wolny Kościół Baptystyczny                             | 15 500          | 0,01%            |
| Chrześcijański Kościół Ewangeliczny                    | 14 700          | 0,01%            |
| Kościół Ewangelicko-Luterański Północnego Bangladeszu  | 10 000          | 0,007%           |
| Wolny Kościół Metodystyczny                            | 7901            | 0,005%           |
| Kościół Luterański Bangladeszu                         | 6000            | 0,004%           |
| Kościół Poczwórnej Ewangelii                           | 4890            | 0,003%           |